# Dominique Philippe
Pour les articles homonymes, voir Philippe.
Dominique Philippe  est un artiste peintre français né à Limoges le 5 juillet 1947 et installé à Dohan, en Belgique dans la province du Luxembourg, où il est mort le 5 novembre 2023.

## Biographie
Dominique Philippe est l'un des cinq enfants nés du mariage de Henry Philippe, boucher, et de Germaine Beulé, fille d'un peintre porcelainier cofondateur au début du XXe siècle à Limoges de l'entreprise de porcelaine d'art Beulé, Reboisson et Pavot. Éveillé très tôt au goût de la peinture, il passe la première partie de son enfance à Limoges avant que la famille ne vienne se domicilier au 46bis rue Médéric à La Garenne Colombes, Henry Philippe s'installant alors boucher successivement rue Coquillière, dans le 1er arrondissement de Paris, puis rue Bayen, dans le 17e arrondissement, où sa boucherie à l'enseigne Au parfait gigot deviendra réputée. Dominique, qui évoque un père proche des poètes et des écrivains, ami entre autres de Marcel Mouloudji et de Jean-Loup Dabadie, est alors successivement élève de l'école communale de La Garenne-Colombes, puis, de 1959 à 1961, de l'école Perceval de Chatou où s'applique la pédagogie Steiner-Waldorf, enfin de l'école des arts Saint-Luc de Tournai jusqu'à la 3e année d'orientation en 1962. De tempérament indiscipliné et indépendant, réfractaire à la scolarité, il préférera toujours se définir comme autodidacte en peinture.
Orphelin de père en 1962, la vocation artistique de Dominique Philippe se voit vivement encouragée par sa participation au Salon de Courbevoie en 1963 où l'adolescent reçoit le 2e Prix des mains de Nana Mouskouri et Lucky Blondo. Sa première exposition personnelle, Galerie du Palais Royal à Paris en 1966, est ainsi commentée par Arnaud Chaffanjon dans Le Parisien libéré : « Dominique est un jeune de dix-huit ans qui a fait passer toute sa sensibilité dans une peinture de rêve, expression de son tourment intérieur, reflet de l'inquiétude d'une âme qui cherche sa voie et qui a besoin de la souffrance pour s'exprimer ».
Dominique Philippe visite la Grèce en 1974, avec sa deuxième femme Aline et ses enfants (Loïc 10 ans et Laury 18 mois ), s'attardant dans les îles d'Égine, Skópelos, Alonissos et Skyros, avant de vivre de 1974 à 1976 à Safi (Maroc), puis de 1976 à 1979 à Londres où il se lie d'amitié avec le peintre espagnol Manuel Quintanilla, théoricien avec le sculpteur yougoslave Drago Marino Cherina de l'Essentialisme en art, lequel se revendique comme étant « la recherche de l'esprit des choses », énonçant « le rejet du réalisme ordinaire pour le retour à un réalisme fantastique ».
L'artiste s'installe ensuite à Pernois, dans le département de la Somme, où il rachète une ancienne maison ayant appartenu à la comédienne Suzy Prim et où celle-ci venait en vacances avec Jules Berry pour, après l'avoir restaurée, y ouvrir en 1987 avec son épouse Alice un centre culturel destiné à des activités de peinture et de poterie, à des expositions, des concerts et des lectures poétiques.
Dominique Philippe réside ensuite en Belgique, successivement à Namur de 1993 à 2002 (créant alors la Galerie du Nid d'aigle dans l'ancienne chapelle du domaine du Baron Louis Empain à Profondeville afin, là encore, d'y organiser des expositions, des conférences et des concerts), à Hermeton-sur-Meuse de 2003 à 2010, enfin dans l'aile méridionale du château de Dohan depuis 2011.

## Œuvre

### Thèmes dans l'œuvre
- Paysages : paysages symbolistes, imaginaires ou inspirés de la Grèce et du Maroc.
- Portraits Maryann Miller, écrivain ; Alain Philippe de la Comédie-Française, frère de l'artiste ; Mahinder Tak[2]...
- Corridas.
- Cavaliers.
- Nus.

### Contribution bibliophilique
- Alain-Fournier, Miracles - Poèmes et proses, couverture de Dominique Philippe, Fayard, 1986.

## Expositions personnelles
- Galerie du Palais royal, Paris, 1966.
- Galerie Cairola, Milan, octobre 1967[5],[6].
- Woodstock Gallery, Londres, novembre 1977[7].
- Dominique Philippe - Aquarelles, Galerie Guigné, Paris, mai-juin 1981[8],[9].
- Galerie Ror Volmar, Paris, septembre 1982[10].
- Galerie G., Annecy, 1983.
- Cité internationale des arts, Paris, 1983.
- Galerie Saint-Luc, Paris, 1984.
- Galerie Omega, Amiens, 1984.
- Galerie La Palette, Amiens, 1987.
- Château de Ribeaucourt (Somme), 1988.
- Mayfair InterContinental Hôtel, Londres, janvier 1989.
- Claude Robert, commissaire-priseur, Vente de l'atelier Dominique Philippe, Hôtel Drouot, 30 octobre 1989[11].
- Galerie Victoria, Amiens, 1990.
- Galerie Athena, Saint-Brieuc, 1990.
- Galerie Schème, Vaison-la-Romaine, 1991.
- Galerie L'Angle aigu, Bruxelles, 1993.
- Galerie Defurnaux, Namur, 1993.
- Galerie L'Œil, Bruxelles, 1995.
- Galerie Art Cadia, Bruxelles, 1995.
- Théâtre Manoel, La Valette (Malte), août 1996[12].
- Chez Mahinder Tak, Washington, mars 1998[2].
- Galerie Triangle, Florenville, 1998.

## Expositions collectives
- Salon de Courbevoie, 1963.
- Festival international des arts, Paris (médaille de bronze), 1969.
- Salon Violet, Paris, 1982.
- Salon d'automne, Paris, 1982.
- Salon des indépendants, Paris, 1983.
- Salon d'hiver, Galerie du Roc d'art, Balâtre (Belgique).
- Hommage à l'Europe, palais des festivals, Cannes, 1995.
- Manoir du Mad, Bayonville, 1996.
- Lincoln Center, New York, 1996.
- Biennale de Malte, 2000.
- Confrontation - Dominique Philippe, Sophie Pirot, Kurt Peiser, Erasmus's - Utopia Contrast Art Center, Bruges, avril-juin 2017.

## Réception critique
- « Is this Turner's Stormy sea or Dominique Philippe's Lever du jour ? Indeed the fluidity of the brush strokes, the dramatic effects of the chromatic scale are not dissimilar. » - ARTnews[7]
- « Les aquarelles de Dominique Philippe évoquent des paysages de rêve et de légende. » - Gérald Schurr[9]
- « Pratiquant une figuration à la limite de l'expressionnisme abstrait, Dominique Philippe interprète une nature lumineuse et changeante avec un pinceau négligeant le trait pour la couleur... Dans son œuvre, la représentation exacte de la nature cède le pas à la lumière et à l'atmosphère. Les combats de taureaux, les chevaux au galop, les bolides de la formule 1 surgissant soudain déchirent la brume transparente qui nimbe ses toiles. Le peintre néglige délibérément le dessin au profit de l'effet de lumière. La peinture de Dominique Philippe est une "peinture gestuelle". Pour lui, "la chose n'est utile que pour rappeler l'impression qui l'a fait naître".  Le flou prend souvent des proportions telles que nous avons bien souvent l'impression de regarder une vision, les traces d'un rêve évanoui. » - Claude Robert[13]
- « Des paysages et des groupes de ballerines qui semblent des fioles dansantes au-delà d'un rideau incandescent. Ses paysages, ses arbres, ont des intonations sombres avec de longues stries claires obtenues à la spatule quand les couleurs sont fraîches ; ses paysages ressortent sur un ciel auroral éclairé d'un timide rayon solaire. Ses arbres qui s'élèvent vers le ciel donnent l'impression d'être des flèches, des profils de cathédrales gothiques enveloppées dans l'ombre. » - Mario Portalupi[5]
- « Le spectateur ne peut échapper à la magie de la lumière mystique de toute son œuvre car, sur le rythme incandescent de sa fluidité chromatique, sa peinture se lit comme un poème. Ode au soleil, à la mer, à la lune, Dominique Philippe, le peintre à la palette romantique dont le talent crée cette miraculeuse translucidité, nous présente dans ses toiles et ses aquarelles des milliers d'états d'âmes, d'atmosphère de la nature ; que ce soit dans une de ses aquarelles fluides et poétiques ou dans l'une de ses puissantes compositions à l'huile d'un surréalisme cosmique, la lumière est là, s'emparant de nous, nous forçant à regarder, à voir et, surtout, à ressentir. » - Françoise Tempra[12]

## Prix, distinctions, hommages
- Lauréat d'honneur de la Fondation de France, 1983.
- Maryann Miller a écrit une chanson intitulée Dominique, dédiée à l'artiste (« Toi, l'homme qui peint les regards voilés de ton âme... »)[2].

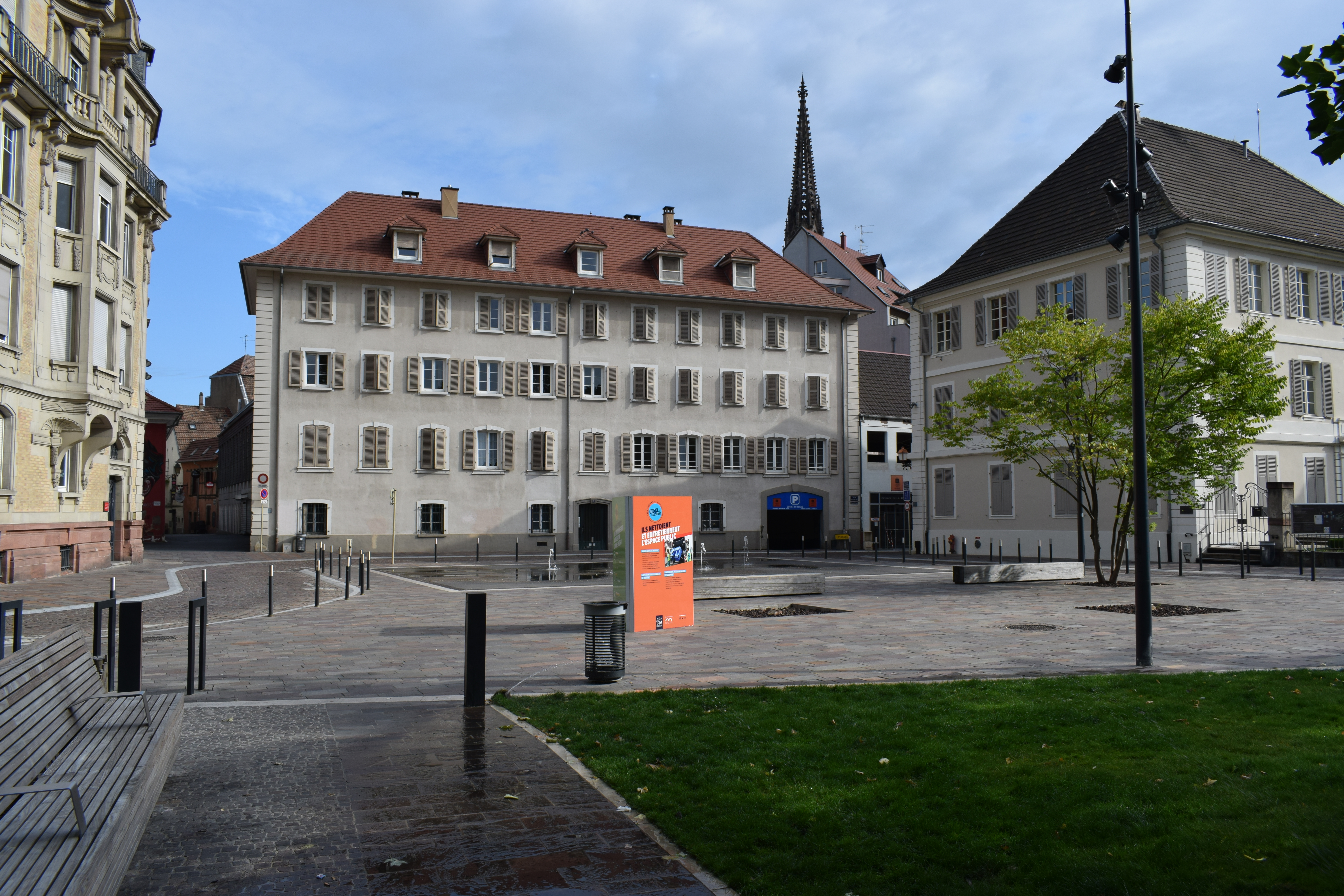
Musée des Beaux-Arts de Mulhouse

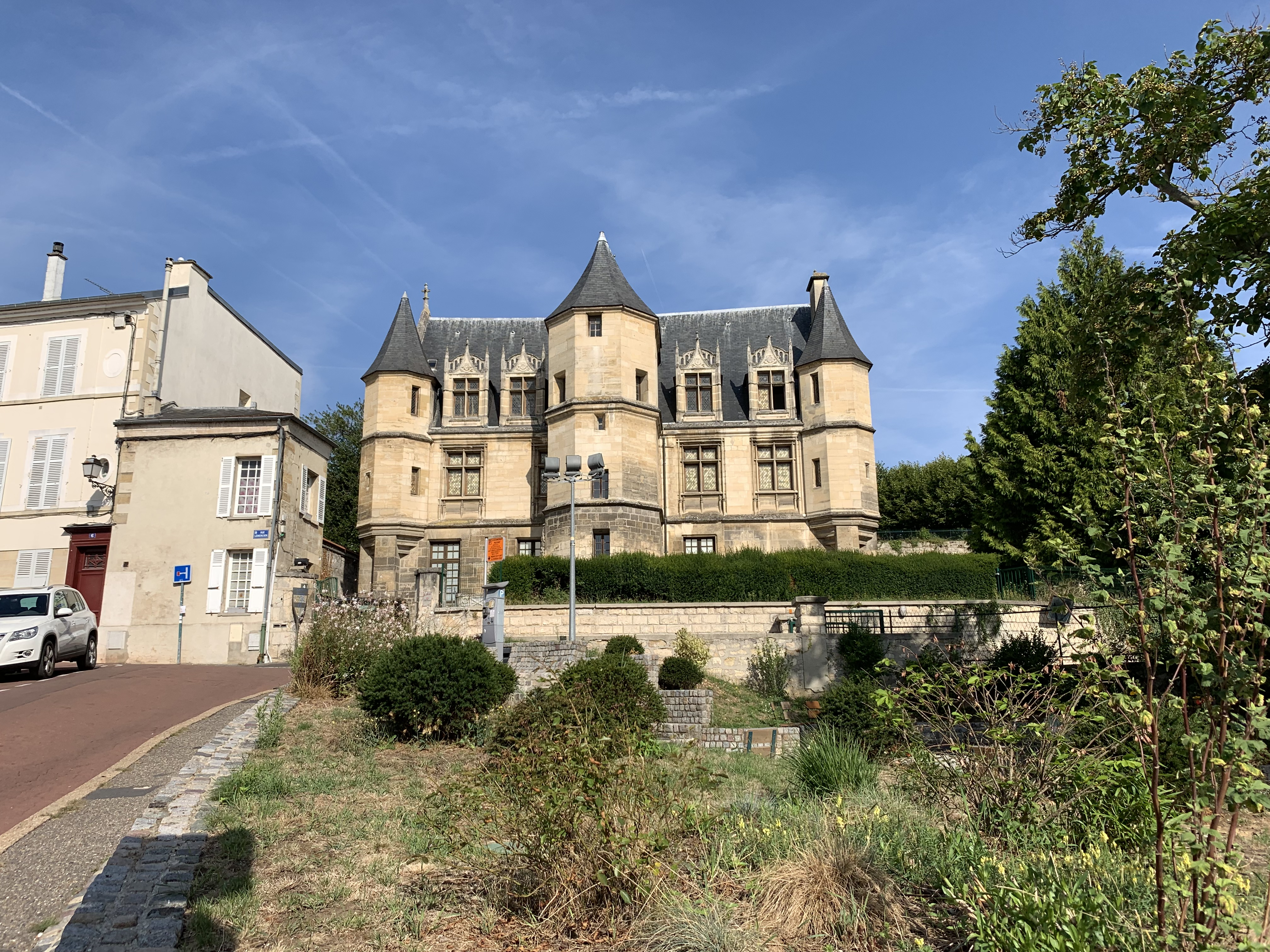
Musée Tavet-Delacour, Pontoise

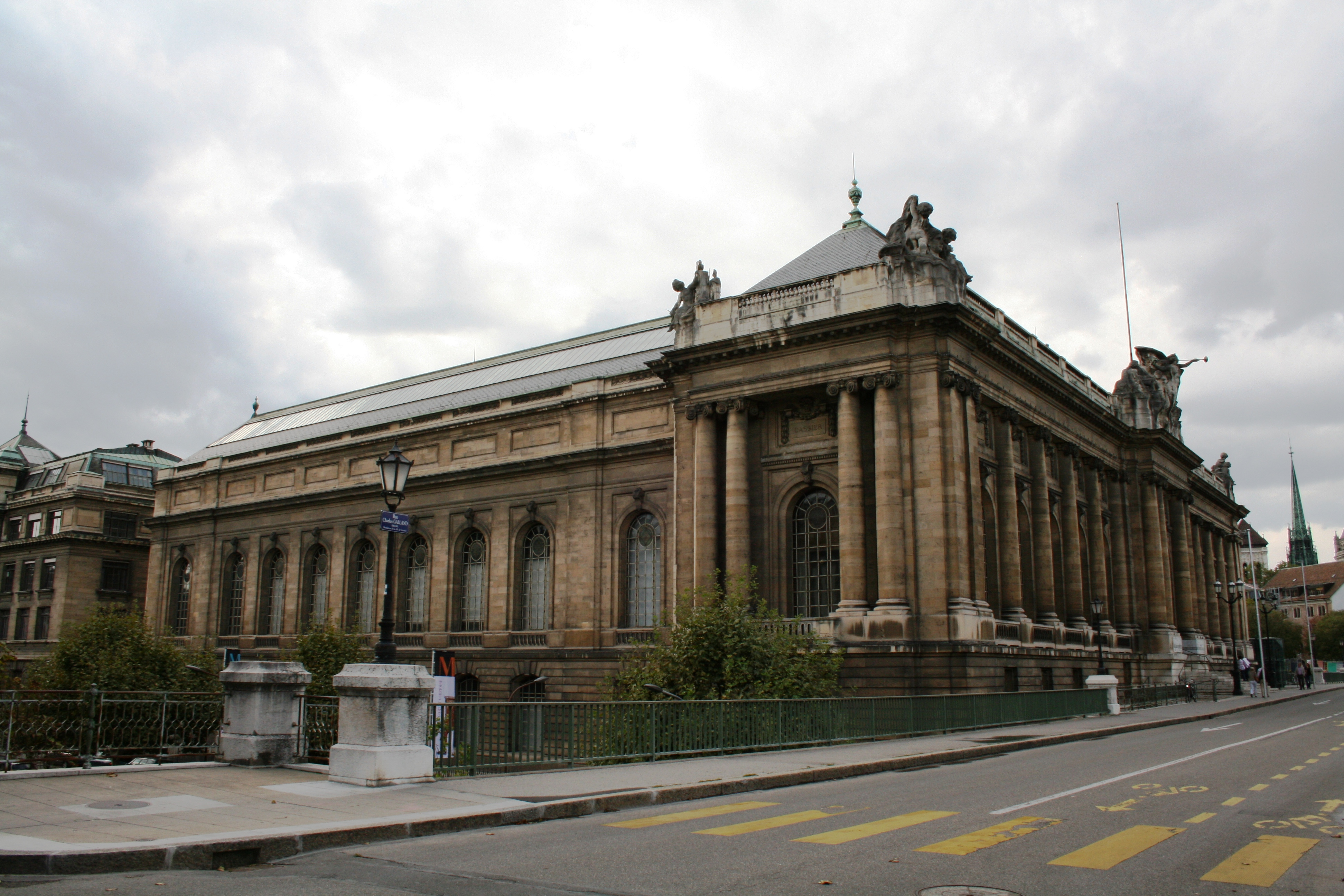
Musée d'Art et d'Histoire de Genève

## Collections publiques

### France
- Musée Quentovic, Étaples.
- Musée des Beaux-Arts de Mulhouse.
- Musée Tavet-Delacour, Pontoise.

### Malte
- Musée de la cathédrale Saint-Pierre et Saint-Paul, Mdina.
- Musée national des Beaux-Arts, La Valette.

### Suisse
- Musée d'Art et d'Histoire de Genève

### États-Unis
- Université d'État de New York à Buffalo.

## Collections privées
- Patrimoine culturel des Lions Clubs de France, Paris.
- Mahinder Tak (en), Washington[2].